# Sympycnus memorabilis
Sympycnus memorabilis är en tvåvingeart som beskrevs av Octave Parent 1932. Sympycnus memorabilis ingår i släktet Sympycnus och familjen styltflugor. Inga underarter finns listade i Catalogue of Life.